# Dolphy
(José Javier Reyes)
Dolphy, pseudonimo di Rodolfo Vera Quizon Sr. (Manila, 25 luglio 1928 – Makati, 10 luglio 2012), è stato un attore, comico e produttore cinematografico filippino.
Soprannominato "The King of Comedy" ("Il re della commedia") e protagonista di una ricca e lunghissima carriera, è considerato un personaggio simbolo dello spettacolo comico delle Filippine. La sua longevità artistica va ricercata nella sua capacità di adattare il proprio stile comico all'influsso di nuove mode e tendenze, mantenendo al contempo un distintivo tocco di classicismo tipico della vecchia scuola. Benché il suo nome sia principalmente legato al mondo della commedia, seppe altresì ritagliarsi la fama di attore versatile in virtù di alcuni ruoli drammatici ed omosessuali.
Dopo aver svolto la professione di ballerino e di interprete di bodabil, iniziò la carriera da attore negli anni cinquanta, periodo in cui la comicità locale era fondata semplicemente sullo slapstick. La sua consacrazione avvenne nel 1954 con la pellicola Jack en Jill dove iniziò una delle sue numerose e acclamate interpretazioni di ruoli gay. Scaduto il contratto con la Sampaguita Pictures, negli anni settanta seppe trovare fortuna anche nel mondo della televisione grazie alla fortunata e longeva serie televisiva John En Marsha, alla quale seguirono altre sitcom di successo come Home Along Da Riles. Nel frattempo egli seppe esplorare con successo anche generi cinematografici diversi come nel film drammatico Ang tatay kong nanay, interpretazione considerata dalla critica come la migliore della carriera. Più tardi si cimentò in parodie di film occidentali quali la saga di James Bond e pellicole di genere western. Malgrado il declino fisico e il diminuire della sua produzione, egli rimase attivo sino alla morte avvenuta nel 2012 per una BPCO. 
Il Dolphy Theatre, precedentemente noto come ABS-CBN Studio 1, è stato nominato in suo onore.

## Biografia
Dolphy nacque il 25 luglio 1928 nel quartiere di Tondo, Manila, secondo dei dieci figli del meccanico motorista navale sinofilippino Melencio Espinosa Quizon Sr. (1900-1972) e dell'insegnante ispanofilippina Salud de la Rosa Vera (1903-1985). I suoi genitori si erano sposati il 14 luglio 1925 a Malate.
Da ragazzino vendette arachidi e semi di anguria presso un cinema, il che gli consentiva di guardare film gratuitamente. Per poter sostenere finanziariamente la numerosa famiglia, svolse al contempo una serie di lavori quali lucidatore di scarpe, operaio in una fabbrica sartoriale, scaricatore di porto e conducente di calesse. Durante il poco tempo libero assisteva a spettacoli presso il Life Theater e l'Avenue Theater. Tra i suoi interpreti preferiti vi erano il duo comico Pugo e Togo, nonché i ballerini Benny Mack e Bayani Casimiro.
Iniziò la carriera come attore in un gruppo teatrale alla giovane età di 14 anni, durante l'occupazione giapponese di Manila. Nella compagnia conobbe il futuro compagno di lavoro Panchito, con cui consolidò una lunga amicizia.

## Filmografia parziale

### Cinema
- Captain Barbell, regia di José Wencheslao (1973)
- Omeng Satanasia, regia di Frank Gray Jr. (1977)
- Ang tatay kong nanay, regia di Lino Brocka (1978)
- Once Upon a Time, regia di Peque Gallaga (1987)
- Espadang patpat, regia di Efren Jarlego (1990)
- Tataynic, regia di Ben Feleo (1998)
- Markova: ragazzo di piacere, regia di Gil M. Portes (2000)
- Dobol Trobol: Lets Get Redi 2 Rambol!, regia di Tony Reyes (2008)
- Nobody Nobody But Juan, regia di Eric Quizon (2009)
- Rosario, regia di Albert Martinez (2010)
- Father Jejemon, regia di Frank Gray Jr. (2010)

### Televisione
- John En Marsha - sitcom (1973-1990)
- Home Along Da Riles - sitcom (1992-2003)
- Maalaala Mo Kaya - serie antologica (1992; 2007)
- Quizon Avenue - sitcom (2005-2006)
- John en Shirley - sitcom (2006-2007)
- That's My Doc - sitcom, 1 episodio (2008)
- May Bukas Pa - serie TV, 6 episodi (2009-2010)
- Pidol's Wonderland - serie TV (2010-2011)

## Programmi televisivi
- Buhay Artista (ABS-CBN, 1964)
- Gabi ni Dolphy (RPN, 1989)
- Idol si Pidol (ABC, 1990)